# Sophie von der Osten
Julie Sophie Caroline von der Osten (1. april 1857 i København - 7. oktober 1929) var forkæmper for afholdssagen.

## Forældre
Sophie var datter af tømmersvenden Rasmus Peter Nielsen og Beate Andersen.

## Nordisk Independent Orden af Good-Templars
I 1899 blev Sophie sammen med Louise Sparwath og Lene Silfverberg udnævnt til de første kvindelige ordenstalere i den danske afdeling af Nordisk Independent Orden af Good-Templars (NIOGT). Denne organisation var organiseret i loger med frimurerne som forbillede. Året efter, i 1900, blev Sophie udnævnt som formand for Østerbroafdelingen. Afdelingen blev forlod dog hovedorganisationen i 1902, da NIOGT nægtede at rumme en afdeling, der drev en afholdscafé.

## Afholdsbevægelsen
Splittet banede vej for oprettelsen af Det nationale Hvide Bånd (også kalder Kvindernes Kristelige Afholdsforening). Sophie stod, sammen med Silfverberg og kommandørinde Clara Mygind, bag oprettelsen af denne forening. Sophie var her formand fra 1902-27. 
I arbejdet med at udbrede afholdenhed, var Sophie en stærk tilhænger af 'det gode eksempel'. Hun så alkoholisme som tegn på individuel syndefuldhed. Det var muligt for mænd af blive optaget i Det nationale Hvide Bånd så længe de var afholdsmænd.
Omkring 1905 blev hun formand for den indremissionske afholdsorganisation, Blaa Kors' afdeling i Hellerup. Her sad hun flere år i bestyrelsen for Solhjem, et redningshjem for mandlige alkoholikere.
Fra 1907 repræsenterede Sophie Det nationale Hvide Bånd i Danske Kvinders Nationalråd, og her fik hun sæde i afholdsudvalget, som blev nedsat i 1910.
Sophie forlod formandsposten i Det nationale Hvide Bånd 1927 blev den nationale og det internationale afdeling blev slået sammen under navnet Det Hvide Bånd.